# Городской ледовый дворец (Новы-Тарг)
Городской ледовый дворец (Новы-Тарг) (пол. Miejska Hala Lodowa w Nowym Targu), ледовая арена в польском городе Новы-Тарг. Арена является домашним стадионом команды Подхале, играющей в польской хоккейной лиге. Стадион вмещает 3500 человек.

## История
Ледовая каток был открыт в 1952 году. C 1967 года по 1975 год был построен спортивный центр. К открытию Зимней Универсиады 1993 года были проведены ремонтные работы. В 2001 году должен был пройти хоккейный турнир Зимней Универсиады. К началу турнира были отремонтированы раздевалки, заменена звуковая система и установлено новое цифровое табло. В 2004 году перед Квалификационным турниром
Зимней Олимпиады 2006, была заменина система охлаждения.

## Крупнейшие спортивные соревнования

### Хоккей с шайбой
- Хоккейный турнир на Зимней Универсиады 1993
- Кубок Европы по хоккею с шайбой 1994/1995 Группа D
- Кубок Европы по хоккею с шайбой 1996/1997 Группа E
- Континентальный кубок по хоккею с шайбой 1997/1998 Группа J
- Континентальный кубок по хоккею с шайбой 1998/1999 Группа D
- Континентальный кубок по хоккею с шайбой 1999/2000 Группа B
- Хоккейный турнир на Зимней Универсиаде 2001
- Квалификация хоккейного турнира зимней Олимпиады 2006 Группа С
- Континентальный кубок по хоккею с шайбой 2007/2008 Группа D